# John Joseph Rafferty
John Joseph Rafferty (* 10. August 1912 in Killaloe, County Clare, Vereinigtes Königreich Großbritannien und Irland; † 6. Januar 1962) war ein irisch-australischer römisch-katholischer Geistlicher und Weihbischof in Perth.

## Leben
John Joseph Rafferty empfing am 25. April 1936 durch den Bischof von Ossory, Patrick Collier, das Sakrament der Priesterweihe für das Erzbistum Perth.
Am 12. Juni 1955 ernannte ihn Papst Pius XII. zum Titularbischof von Pharan und zum Weihbischof in Perth. Der Apostolische Delegat in Australien, Erzbischof Romolo Carboni, spendete ihm am 26. Oktober desselben Jahres in der Kathedrale St. Mary in Perth die Bischofsweihe; Mitkonsekratoren waren der Bischof von Geraldton, Alfred Joseph Gummer, und der Bischof von Bunbury, Lancelot John Goody.